# Tebufenpyrad
Tebufenpyrad ist eine chemische Verbindung aus der Gruppe der Pyrazole, welche von Mitsubishi Chemical zusammen mit American Cyanamid (jetzt BASF) als nicht-systemisches Akarizid eingeführt wurde.

## Gewinnung und Darstellung
Tebufenpyrad kann durch Reaktion von 4-Chlor-3-ethyl-1-methyl-5-pyrazolcarbonsäureethylester mit 4-tert-Butylbenzylamin gewonnen werden.

## Eigenschaften
Tebufenpyrad ist ein farbloser Feststoff mit schwachem Geruch, der praktisch unlöslich in Wasser ist.

## Verwendung
Tebufenpyrad wird als Insektizid und Akarizid verwendet. Die Wirkung beruht auf der Hemmung des mitochondrialen Elektronentransport-Komplex 1 (METI).

## Zulassung
Mit Wirkung zum 1. November 2009 wurde Tebufenpyrad in der Europäischen Union für Anwendungen als Insektizid und Akarizid zugelassen.
In Deutschland war Tebufenpyrad seit 1995 zugelassen, inzwischen jedoch wie auch in Österreich nicht mehr.
In der Schweiz sind Pflanzenschutzmittel (z. B. Masai, Zenar) mit diesem Wirkstoff zugelassen.